# Maritsa (Sofia)
Maritsa (Bulgaars: Марица) is een dorp in het westen van Bulgarije. Het dorp is gelegen in de gemeente Samokov in de oblast Sofia. De afstand tot Sofia is hemelsbreed 53 km. 

## Bevolking
In de periode 1946 en 1992 bleef het inwonersaantal relatief stabiel en schommelde tussen de 900 en 970 personen. Na de val van het communisme kwam echter een hevige emigratieproces op gang. Het dorp telde in december 2019 674 inwoners, een daling vergeleken met het maximum van 971 in 1975.
|  |

Van de 705 inwoners reageerden er 704 op de optionele volkstelling van 2011. Van deze 704 respondenten identificeerden 501 personen zichzelf als etnische Bulgaren (71,2%), gevolgd door 190 Roma (27%). 13 respondenten (1,8%) gaven geen etniciteit op.
| Etniciteit   | Aantal | %     |
| ------------ | ------ | ----- |
| Bulgaren     | 501    | 71,2% |
| Turken       | ...    | ...   |
| Roma         | 190    | 27%   |
| Overig       | 13     | 1,8%  |
| Respondenten | 704    |       |

## Afbeeldingen

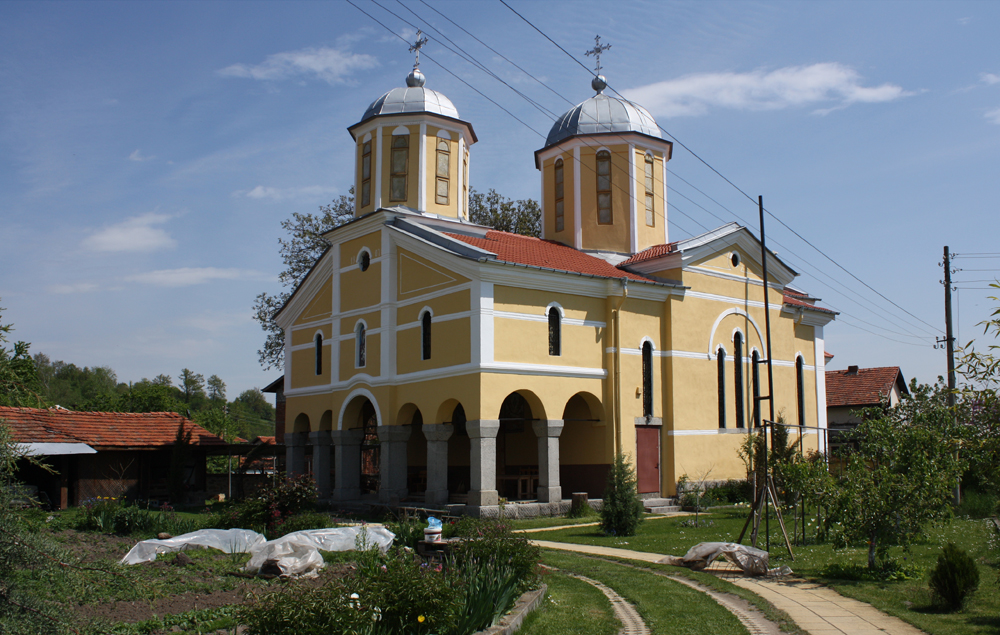
De Geboortekerk van de Moeder Gods (1907)
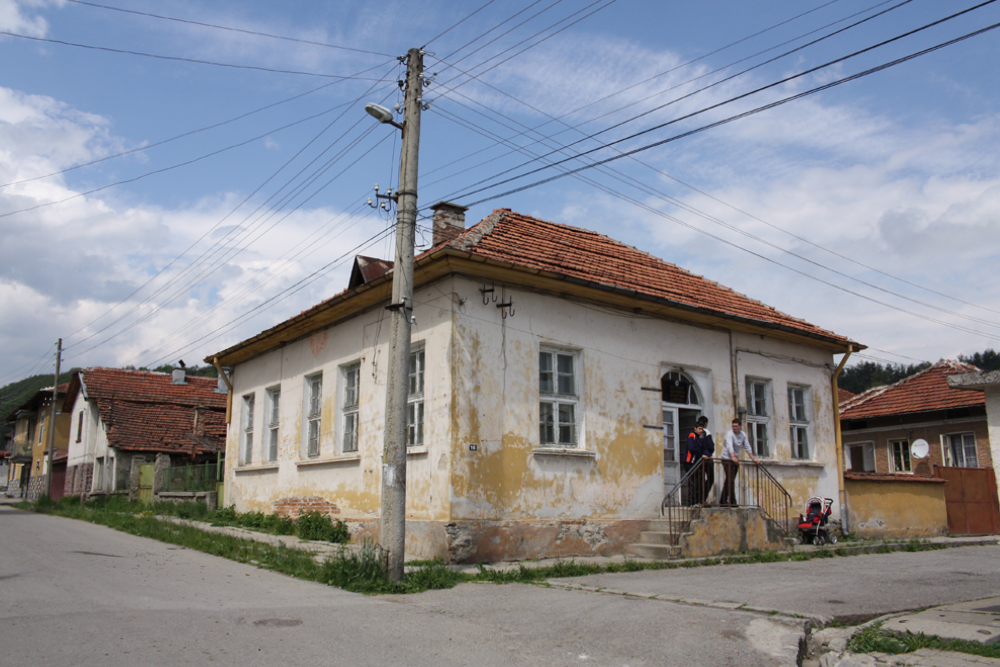
Het zorgcentrum
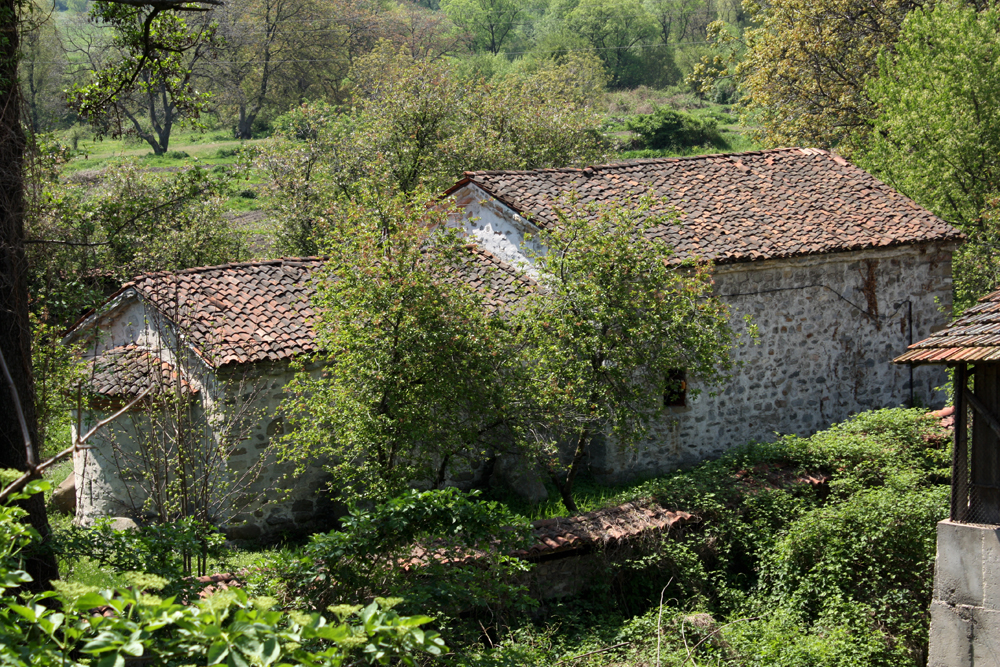
De Sint Nicolaaskerk (16e eeuw)

Alino · Beltsjin · Beltsjinski Bani · Beli Iskar · Dolni Okol · Dospej · Dragoesjinovo · Goetsal · Gorni Okol · Govedartsi · Jarebkovitsa · Jarlovo · Klisoera · Kovatsjevtsi · Lisets · Madzjare · Mala Tsarkva · Maritsa · Novo Selo · Popovjane · Prodanovtsi · Radoeil · Rajovo · Relovo · Sjipotsjane · Sjiroki Dol · Samokov · Zlokoetsjene